# Tammi Terrell
Pour les articles homonymes, voir Terrell.
Tammy Terrell, née Thomasina Winifred Montgomery le 29 avril 1945 à Philadelphie et morte le 16 mars 1970 dans la même ville, est une chanteuse soul américaine, connue pour ses duos avec Marvin Gaye.

## Biographie

### Jeunesse et formation
Tammy est la fille de Thomas Harper Montgomery, un coiffeur et de Jennie Bearian, Graham, Montgomery, une actrice. Selon sa sœur, leur mère était « mentalement instable ».
Elle est l'ainée de la famille. Dans un documentaire d'Unsung, sa sœur Ludie affirma que ses parents pensaient que leur futur enfant, Terrell, serait un garçon et aurait le nom de son père. À sa naissance, ses parents la prénommèrent Thomasina, avec comme surnom « Tommie ». Elle changea son nom pour « Tammy » à 12 ans après avoir vu le film Tammy and the Bachelor et entendu sa chanson thème, « Tammy ».
Selon le livre de Ludie, My Sister Tommie - The Real Tammi Terrell, Terrell fut violée à 11 ans par trois garçons. C'est dans cette période qu'elle commença à avoir des migraines. Bien qu'il fût cru que ces migraines n'avaient rien de signifiant à l'époque, des membres de sa famille affirmèrent plus tard que ces maux de tête pourraient être reliés à son futur cancer du cerveau.

#### La vocation musicale
À huit ans, Tammy décide de devenir une star après avoir vu des spectacles à Uptown Theater (Philadelphia) (en). Elle apprend le piano, le chant et la danse ce qui lui permet de produire sur scène dès l'âge de 11 ans à l'Earle Theater de Philadelphie. Elle devient une proche de Lola Falana et de Judith Jamison,.

#### Cursus scolaire
Après ses études secondaires à la Germantown High School (Philadelphia) (en), elle est acceptée à l'université de Pennsylvanie en classe préparatoire de psychologie, mais elle abandonne ses études au bout de deux ans pour se consacrer à sa carrière de chanteuse,,.

### Carrière

#### Les débuts
Elle commence sa carrière de chanteuse en se produisant sur de petites scènes locales dès l'âge de treize ans.
En 1960, le producteur Luther Dixon la remarque et lui fait signer en 1961, un contrat chez Scepter Records sous le nom de « Tammy Montgomery ». Elle y publie ses premiers singles If You See Bill  en 1961, suivi de The Voice of Experience en 1962.
Repérée par James Brown, elle enregistre sous son label Try Me Record puis en 1964 pour Checker Records. Un an plus tard, elle entre dans le célèbre label Motown.
Elle atteint le top 30 du Rhythm and Blues avec des titres comme I can't believe you love me et Come and see me.

#### Marvin Gaye & Tammi Terrell
En 1967, elle se fait connaître du grand public grâce à ses duos avec Marvin Gaye : Ain't Nothing like real thing, Ain't No Mountain High Enough et You're all I need to get by.

### Vie privée
En 1965, elle épouse le boxeur Ernie Terrell, le frère de la chanteuse Jean Terrell (en),.
Le 14 octobre 1967, au beau milieu d'un concert, donné au Hampden–Sydney College (en) en Virginie, elle s'effondre dans les bras de Marvin Gaye. Elle est transférée à l'hôpital, où on lui diagnostique une tumeur maligne du cerveau,. Dès lors, sa santé ne cesse de se détériorer, elle subit six opérations chirurgicales, en vain. Le 16 mars 1970, Tammy, décède des suites de son cancer du cerveau au Graduate Hospital de Philadelphie.
Après ses funérailles célébrées à la Janes United Methodist Church (congrégation afro-américaine), de Philadelphie, Tammy Montgomery est inhumée au Cimetière de Mount Lawn de Sharon Hill  dans le comté de Delaware en Pennsylvanie, aux côtés de ses parents.

## Discographie (sélection)

### Albums

#### Avec Marvin Gaye
- 1967 : United
- 1968 : You're All I Need (6 des 12 chansons étaient des chansons existantes solo de Tammi Terrell)
- 1969 : Easy
- 1970 : Marvin Gaye and Tammi Terrell's Greatest Hits (posthume)
- 2001 : The Complete Duets (compilation d’United, de You're All I Need et d’Easy)

#### Solo
- 1967 : The Early Show (Wand LP, face A : Tammi Terrell, face B : Chuck Jackson)
- 1969 : Irresistible
- 2001 : The Essential Collection (posthume)

### Singles

#### Avec Marvin Gaye
- 1967 : Ain't No Mountain High Enough
- 1967 : Your Precious Love
- 1967 : If I Could Build My Whole World Around You
- 1968 : If This World Were Mine
- 1968 : Ain't Nothing Like the Real Thing
- 1968 : You're All I Need to Get By
- 1968 : Keep On Lovin' Me Honey
- 1969 : You Ain't Livin' Till You're Lovin’
- 1969 : Good Lovin' Ain't Easy to Come By (crédité comme Tammi Terrell, mais chanté par Valerie Simpson)
- 1969 : What You Gave Me (crédité comme Tammi Terrell, mais chanté par Valerie Simpson)
- 1969 : The Onion Song (crédité comme Tammi Terrell, mais chanté par Valerie Simpson)
- 1970 : California Soul (crédité comme Tammi Terrell, mais chanté par Valerie Simpson)

#### Solo
- 1963 : I Cried (comme Tammi Montgomery)
- 1966 : I Can't Believe You Love Me
- 1966 : Come On and See Me
- 1967 : What a Good Man He Is
- 1969 : This Old Heart Of Mine (Is Weak For You)